# Anjos (Lisboa)
Anjos é uma parte da cidade e antiga freguesia portuguesa do concelho de Lisboa, com 0,49 km² de área e 9 361 habitantes (2011). Densidade: 19 104,1 hab/km².
A freguesia foi instituída em 1564, no reinado de D. Sebastião I de Portugal, por desanexação da freguesia de Santa Justa.
Como consequência de nova reorganização administrativa, oficializada a 8 de novembro de 2012 e que entrou em vigor após as eleições autárquicas de 2013, foi determinada a extinção da freguesia, passando a quase totalidade do seu território a integrar a nova freguesia de Arroios, com apenas uma pequena parcela de território, confinante com a também extinta freguesia da Graça, a transitar para a nova freguesia de São Vicente.

## População
★ No censo de 1864 pertencia ao Bairro de Alfama. Os limites desta freguesia haviam sido definidos pelo decreto-lei nº 42.142 de 7 de fevereiro de 1959 e alterados pelo decrteo-lei nº 42.751 de 22 de dezembro de 1959.					

| Ano | 1864 | 1878 | 1890 | 1900  | 1911  | 1920  | 1930  | 1940  | 1950  | 1960  | 1970  | 1981  | 1991  |
| Hab | 6949 | 7280 | 9964 | 10762 | 14207 | 17644 | 26404 | 28340 | 34420 | 24541 | 24068 | 27664 | 22404 |
| Var |      | +5%  | +37% | +8%   | +32%  | +24%  | +50%  | +7%   | +21%  | -29%  | -2%   | +15%  | -19%  |

| Ano | 2001  | 2011  | 2021  |
| Hab | 17958 | 15584 | 14306 |
| Var | -20%  | -13%  | -8%   |

Grupos etários em 2001, 2011 e 2021					

|     | 0-14 anos              | 15-24 anos             | 25-64 anos             | 65 e + anos          |
| Hab | 1 984 \| 1 840 \| 1796 | 2 269 \| 1 394 \| 1268 | 9 123 \| 7 749 \| 7323 | 4582 \| 4601 \| 3919 |
| Var | -7% \| -2%             | -39% \| -9%            | -15% \| -5%            | +0% \| -15%          |

## Património
- Fábrica de Cerâmica da Viúva Lamego
- Edifício na Avenida Almirante Reis, n.º 1 a 1C
- Edifício na Avenida Almirante Reis, n.º 74B
- Edifício na Avenida Almirante Reis, n.º 2 a 2K (arquitecto: Arnaldo R. Adães Bermudes. Prémio Valmor.)

## Cultura
A zona dos Anjos é uma zona de intensa actividade cultural. Nos 5 últimos anos, a recém-chegada camada populacional maioritariamente jovem e multi-cultural trouxe consigo o aparecimento de diversos locais de lazer e troca cultural que oferecem sessões de cinema, performance, concertos, jams, aulas de dança e outros desportos, workshops, jantares e almoços, entre inúmeras outras actividades e serviços.  Acessíveis a toda a população Lisboeta e com preços muito atraentes quando comparados com o restante mercado, estes locais tornaram a zona dos Anjos a mais alternativa da cidade de Lisboa, atraindo quem foge das massas e dos locais turísticos.
Alguns desses locais:
- BUS - Paragem Cultural
- Zona Franca Nos Anjos
- RDA - 69
- Anjos 70 – Núcleo Criativo Do Regueirão
- Crew Hassan - Cooperativa Cultural C. R. L.
- Swing Station – School of Vintage Dance
- Mob - espaço associativo
- Retro City Lisboa- Vintage Shop

## Arruamentos
A freguesia dos Anjos continha 67 arruamentos. Eram eles:
| - Avenida Almirante Reis - Beco da Bombarda - Beco da Índia aos Anjos - Beco do Borralho - Beco do Félix - Beco do Monte - Beco do Petinguim - Calçada do Conde de Pombeiro - Escadas do Monte - Escadinhas das Olarias - Largo de Santa Bárbara - Largo do Cabeço de Bola - Largo do Conde de Pombeiro - Largo do Intendente Pina Manique - Paço da Rainha - Praça das Novas Nações - Regueirão dos Anjos - Rua Álvaro Coutinho - Rua Andrade - Rua Angelina Vidal - Rua Antero de Quental - Rua Antónia Andrade - Rua Capitão Renato Baptista | - Rua Cidade de Cardiff - Rua Cidade de Liverpool - Rua Cidade de Manchester - Rua da Bombarda - Rua da Escola do Exército - Rua da Guiné - Rua da Ilha de São Tomé - Rua da Ilha do Príncipe - Rua da Palma - Rua da Penha de França - Rua Damasceno Monteiro - Rua das Barracas - Rua das Olarias - Rua de Angola - Rua de Cabo Verde - Rua de Macau - Rua de Moçambique - Rua de Santa Bárbara - Rua de Timor - Rua do Benformoso - Rua do Forno do Tijolo - Rua do Zaire - Rua dos Anjos - Rua Ilha de São Tomé | - Rua Febo Moniz - Rua Francisco Lázaro - Rua Heliodoro Salgado - Rua Jacinta Marto - Rua Luís Pinto Moitinho - Rua Manuel Soares Guedes - Rua Maria - Rua Maria Andrade - Rua Maria da Fonte - Rua Newton - Rua Nova do Desterro - Rua Palmira - Rua Poeta Milton - Travessa da Bica aos Anjos - Travessa da Cruz aos Anjos - Travessa das Terras do Monte - Travessa do Benformoso - Travessa do Cidadão João Gonçalves - Travessa do Forno aos Anjos - Travessa do Forno do Maldonado - Travessa do Maldonado |